# Episiphon longum
Episiphon longum is een Scaphopodasoort uit de familie van de Gadilinidae. De wetenschappelijke naam van de soort is voor het eerst geldig gepubliceerd in 1897 door Sharp & Pilsbry.